# Благовещенский поссовет
Благовещенский поссовет — городское поселение в Благовещенском районе Алтайского края России и административно-территориальное образование.

## Население
| 2010    | 2011    | 2012    | 2013    | 2014    | 2015    |
| ------- | ------- | ------- | ------- | ------- | ------- |
| 11 723  | ↗11 737 | ↘11 690 | ↘11 662 | ↘11 615 | ↗11 674 |
| 2016    | 2017    | 2018    | 2019    | 2020    | 2021    |
| ↘11 608 | ↗11 631 | ↘11 617 | ↘11 496 | ↘11 436 | ↘10 634 |

### Национальный состав
По результатам Всероссийской переписи населения 2010 года, численность населения муниципального образования составила 11723 человека, в том числе 5501 мужчина и 6222 женщины. Городское население — 11626 человек (5453 мужчины и 6173 женщины), сельское — 97 человек (48 мужчин и 49 женщин). Оценка Росстата на 1 января 2012 года — 11690 человек.

## Населённые пункты
В состав городского поселения входит 2 населённых пункта:
- рабочий посёлок Благовещенка,
- село Сухой Ракит.